# Samuel Vance
Samuel Goodwin „Sam” Vance (ur. 30 marca 1879 w East Zorra-Tavistock, zm. 16 maja 1947 w Tillsonburgu) – kanadyjski strzelec sportowy specjalizujący się w strzelaniu do rzutków, medalista olimpijski.
Debiutował na igrzyskach w 1920 w Antwerpii. Jego miejsce w trapie jest nieznane, zaś w klasyfikacji drużynowej osiągnął piąte miejsce. Cztery lata później zdobył swój pierwszy i ostatni medal olimpijski. William Barnes, George Beattie, John Black, James Montgomery, Samuel Newton i Samuel Vance przegrali wyłącznie z drużyną amerykańską. Indywidualnie Vance osiągnął szóstą pozycję ex aequo z George’em Beattie i Amerykaninem Samuelem Sharmanem.
W 1912 roku zdobył swoje pierwsze mistrzostwo Kanady w trapie, wielokrotnie wygrywał konkursy krajowe i w prowincji Ontario. Z zespołem, z którym zdobył srebro na igrzyskach w 1924 roku, osiągnął również trzecie miejsce na mistrzostwach Wielkiej Brytanii. Był aktywnym strzelcem jeszcze w latach 30., w 1935 uplasował się na drugim miejscu w amerykańskim turnieju Grand American Handicap, gdzie przegrał po dogrywce jedynie z J.B. Royallem z Tallahassee. Poza strzelectwem pracował w hurtowni nasion.
Pośmiertnie przyjęty do Trapshooting Hall of Fame (1971), Ontario Trapshooting Hall of Fame (1981) i Tillsonburg Sports Hall of Fame (2006).

## Wyniki olimpijskie
| Igrzyska | Konkurencja     | Wynik                                 | Miejsce    | Źródło |
| -------- | --------------- | ------------------------------------- | ---------- | ------ |
| IO 1920  | Trap            | 71 punktów                            | nieznane   | [ 3 ]  |
| IO 1920  | Trap, drużynowo | 474 punkty (druż.) 82 punkty (ind.)   | 5 (na 8)   | [ 4 ]  |
| IO 1924  | Trap            | 96 punktów                            | 6T (na 44) | [ 5 ]  |
| IO 1924  | Trap, drużynowo | 360 punktów (druż.) 89 punktów (ind.) | 2 (na 12)  | [ 6 ]  |